# Tech 1 Racing
Tech 1 Racing is een in Toulouse opgericht GP3-team. Het neemt ook deel aan de Formule Renault 3.5 Series en de Eurocup Mégane Trophy.

## Carrière

### Franse Formule Renault 2.0
Het team is in 2000 opgericht door de Franse autocoureur Simon Abadie. Het nam deel aan de Franse Formule Renault 2.0 in hetzelfde jaar. Abadie eindigde als tweede in dat kampioenschap. Het team eindigde ook als tweede in 2003 voordat ze het kampioenschap verlieten aan het eind van 2005.

### Eurocup Mégane Trophy
In 2005 ging Tech 1 rijden in de nieuwe Eurocup Mégane Trophy, met Mathieu Lahaye en Simon Abadie die respectievelijk als negende en tiende in het kampioenschap eindigden. In het volgende jaar eindigde het team als tweede in het coureurskampioenschap met Mathieu Lahaye en behaalde ook het constructeurskampioenschap, het eerste van de drie op een rij. In 2007 eindigden Tech 1-coureurs als eerste en tweede in het kampioenschap, met de Portugese Pedro Petiz als kampioen en teamgenoot Dimitri Enjalbert als tweede.

### Formule Renault 3.5 Series
In 2006 nam Tech 1 ook deel aan de Formule Renault 3.5 Series met als coureurs Jérôme d'Ambrosio en Ryo Fukuda. Tech 1 nam Saulnier Racing's eenzitters racestructuur en personeel over. Na een moeilijk eerste seizoen eindigde het team als twaalfde in het constructeurskampioenschap, met als beste resultaat een vierde plek van Fukada op zowel Donington Park and Le Mans.
In 2007 had het team als coureurs de voormalige Britse Formule 3-kampioen Álvaro Parente en de Fransman Julien Jousse. Parente behaalde twee overwinningen in het seizoen in Monaco en op Spa-Francorchamps om de titel te veroveren voor Ben Hanley, met Jousse op de tiende positie. Tech 1 behaalde ook de constructeurstitel, voor Draco Racing en Carlin Motorsport.
Jousse bleef bij het team in 2008, waar hij de Formule Renault-coureur Charles Pic als teamgenoot kreeg. Nadat hij zes podiumplaatsen, inclusief een overwinning in Barcelona, eindigde Jousse als tweede in het kampioenschap achter Giedo van der Garde. Pic behaalde overwinningen in Monaco en Le Mans en eindigde als zesde.
In 2010 reden Daniel Ricciardo en Brendon Hartley aan de start van het seizoen voor Tech 1 (de laatste werd tijdens het seizoen vervangen door de Britse Formule 3-kampioen van 2010 Jean-Eric Vergne). Ook dit jaar behaalde Tech 1 het constructeurskampioenschap.

### GP3
In 2010 gaat Tech 1 ook deelnemen aan de GP3. Ze beginnen het seizoen met de Roemeen Doru Sechelariu, de Spanjaard Daniel Juncadella en de Fransman Jean-Eric Vergne. Na de eerste ronde wordt Juncadella vervangen door de Monegask Stefano Coletti en Vergne door zijn landgenoot Jim Pla. Na deze tweede ronde komt Vergne weer terug in plaats van Pla, om vanaf ronde 4 niet meer terug te keren in het kampioenschap. Zijn plek wordt opnieuw ingenomen door Juncadella. Tech 1 eindigde als zesde in het kampioenschap met als beste resultaat een tweede plaats van Juncadella in de tweede ronde op de Hockenheimring.
In 2011 reed Tech 1 opnieuw in de GP3 met Aaro Vainio, Tamás Pál Kiss en Andrea Caldarelli, die tijdens het seizoen werd vervangen door Thomas Hylkema.